# Alexander Ferrier Wilmans
Alexander Ferrier Wilmans (Paramaribo, december 1854 – 29 november 1906) was een Surinaams boekhouder en politicus.
Hij is in 1886 getrouwd met Helena Wilmans (1865-1909) en was rond die tijd concessiehouder voor een bepaald gebied voor het winnen van delfstoffen.
Bij de parlementsverkiezingen van 1902 werd hij verkozen tot lid van de Koloniale Staten. Wilmans vertrok in september 1906 met zijn vrouw en kinderen naar Nederland en gaf daarom zijn Statenlidmaatschap op. Twee maanden later overleed hij op 51-jarige leeftijd.